# Орловка (Владимирская область)
Орловка — деревня в Меленковском районе Владимирской области России, входит в состав Денятинского сельского поселения.

## География
Деревня расположена в 8 км на северо-восток от центра поселения села Денятино и в 28 км на север от города Меленки, в 1,5 км от остановочного пункта Папулино на ж/д линии Черусти — Муром.

## История
Деревня впервые упоминается в окладных книгах 1676 года в составе Просеницкого прихода, в ней тогда было 5 дворов крестьянских и 4 бобыльских.
В конце XIX — начале XX века деревня входила в состав Папулинской волости Меленковского уезда, с 1926 года — в составе Муромского уезда. В 1859 году в деревне числилось 20 дворов, в 1905 году — 49 дворов, в 1926 году — 83 двора.
С 1929 года деревня входила в состав Просеницкого сельсовета Меленковского района, с 1954 года — в составе Папулинского сельсовета, с 2005 года — в составе Денятинского сельского поселения.

## Население
| 1859 | 1905 | 1926 | 2002 | 2010 | 2021 |
| ---- | ---- | ---- | ---- | ---- | ---- |
| 172  | ↗317 | ↗464 | ↘49  | ↘36  | ↘15  |